# Józef Kucharski (piłkarz)
Józef Kucharski (ur. 16 kwietnia 1910 w Żurawicy, zm. 29 października 1944 w Gilze) – polski piłkarz, rozegrał 25 spotkań w I lidze.

## Życiorys
Był wychowankiem Pogoni Lwów, której był członkiem w latach 1928–1934. W latach 1931–1933 rozegrał w jej barwach łącznie 25 spotkań w I lidze, strzelając jedną bramkę. W latach 1935–1939 był piłkarzem Lechii Lwów. W czasie II wojny światowej był uczestnikiem kampanii wrześniowej, następnie żołnierzem 1 Dywizji Pancernej, w stopniu starszego strzelca. Zginął w Gilze, w Holandii na skutek odniesionych ran w walce.

## Odznaczenia
- Krzyż Walecznych[3]